# Euxoa pusillus
Euxoa pusillus är en fjärilsart som beskrevs av Adrian Hardy Haworth 1803. Euxoa pusillus ingår i släktet Euxoa och familjen nattflyn. Inga underarter finns listade i Catalogue of Life.